# Eupithecia interruptofasciata
Eupithecia interruptofasciata là một loài bướm đêm trong họ Geometridae.